# Георг Пенц
Георг Пенц (Нирнберг, око 1500 — Лајпциг, 11. октобра 1550) је био немачки сликар и бакрописац епохе маниризма. Обучавао га је Албрехт Дирер а утицај на његов рад су оставила и два путовања по Италији. Године 1532. постао је сликар Градског савета у Нирнбергу а 1550. дворски сликар у Кенигсбергу. Сликао је митолошке и религиозне приказе као и портрете.